# Planá
Planá (niem. Plan) − miasto w Czechach, w kraju pilzneńskim.
Według danych z 31 grudnia 2003 powierzchnia miasta wynosiła 6 255 ha, a liczba jego mieszkańców 5 450 osób.
W Planie urodził się w 1961 roku prezydent Czech Petr Pavel.

## Demografia
| Rok             | 1970  | 1980  | 1991  | 2001  | 2003  |
| --------------- | ----- | ----- | ----- | ----- | ----- |
| Liczba ludności | 4 251 | 4 652 | 5 045 | 5 400 | 5 450 |

Źródło: Czeski Urząd Statystyczny